# ガブリエウ・ヴィニシウス・ジ・オリヴェイラ・フルタード
ガブリエウ・フルタード（Gabriel Furtado）ことガブリエウ・ヴィニシウス・ジ・オリヴェイラ・フルタード（ポルトガル語: Gabriel Vinicius de Oliveira Furtado、1999年12月9日 - ）は、ブラジルのサッカー選手。ポジションはMF。

## クラブ歴
タウバテに生まれ、サンカルロスFCの下部組織でサッカーを始めた。2014年にパラナ・クルーベの下部組織に移籍し、2016年11月25日にカンピオナート・ブラジレイロ・セリエBでトップチーム初出場。
2017年3月22日にカンピオナート・ブラジレイロ・セリエAのSEパルメイラスに期限付き移籍。6月25日にカンピオナート・ブラジレイロ・セリエAで初出場を記録した。2018年3月14日に完全移籍でパルメイラスに加入、2022年までの契約を締結した。9月19日には、横浜F・マリノスへ期限付き移籍したチアゴ・マルチンスの代役としてコパ・リベルタドーレス2018のメンバーに入った。2019年にヘタフェCFのBチームに期限付き移籍。

## 代表歴
2018年12月13日、2019 南米ユース選手権のメンバーに選ばれた。